# Скалева
Скалева́ — село в Україні, в Новоархангельській селищній громаді Голованівського району Кіровоградської області. Населення становить 657 осіб.

## Історія
У 1752-64 роках тут була 6 рота новосербського Гусарського полку (кінного). Інші назви села: Новосільський шанець, Семлик, Семлек (сербський аналог — Семлак).
Станом на 1772 рік, в шанці Семлаку існувала дерев'яна однопрестольна церква Архангела Гавриїла, священиком якої з 1765 року був Симеон Зеленський. Церква підпорядковувалась Новомиргородському духовному Правлінню.
Станом на 1886 рік, у селі Новоархангельської волості Єлизаветградського повіту Херсонської губернії мешкала 2091 особа, налічувалось 541 дворове господарства, існували православна церква та школа.

## Населення
Згідно з переписом УРСР 1989 року чисельність наявного населення села становила 748 осіб, з яких 330 чоловіків та 418 жінок.
За переписом населення України 2001 року в селі мешкало 657 осіб.

### Мова
Розподіл населення за рідною мовою за даними перепису 2001 року:
| Мова       | Відсоток |
| ---------- | -------- |
| українська | 97,87 %  |
| російська  | 1,37 %   |
| молдовська | 0,61 %   |
| білоруська | 0,15 %   |

## Відомі люди
- Сідун Володимир Семенович (1925—2016) — український поет.
- Хмель Василь Опанасович (1940-2008) — генерал-лейтенант міліції.